# Alvania tomentosa
Alvania tomentosa is een slakkensoort uit de familie van de Rissoidae. De wetenschappelijke naam van de soort is voor het eerst geldig gepubliceerd in 1920 door Pallary.